# Heidenhoek
De Heidenhoek is een buurtschap ten zuiden van het dorp Zelhem in de gemeente Bronckhorst in de Nederlandse provincie Gelderland.

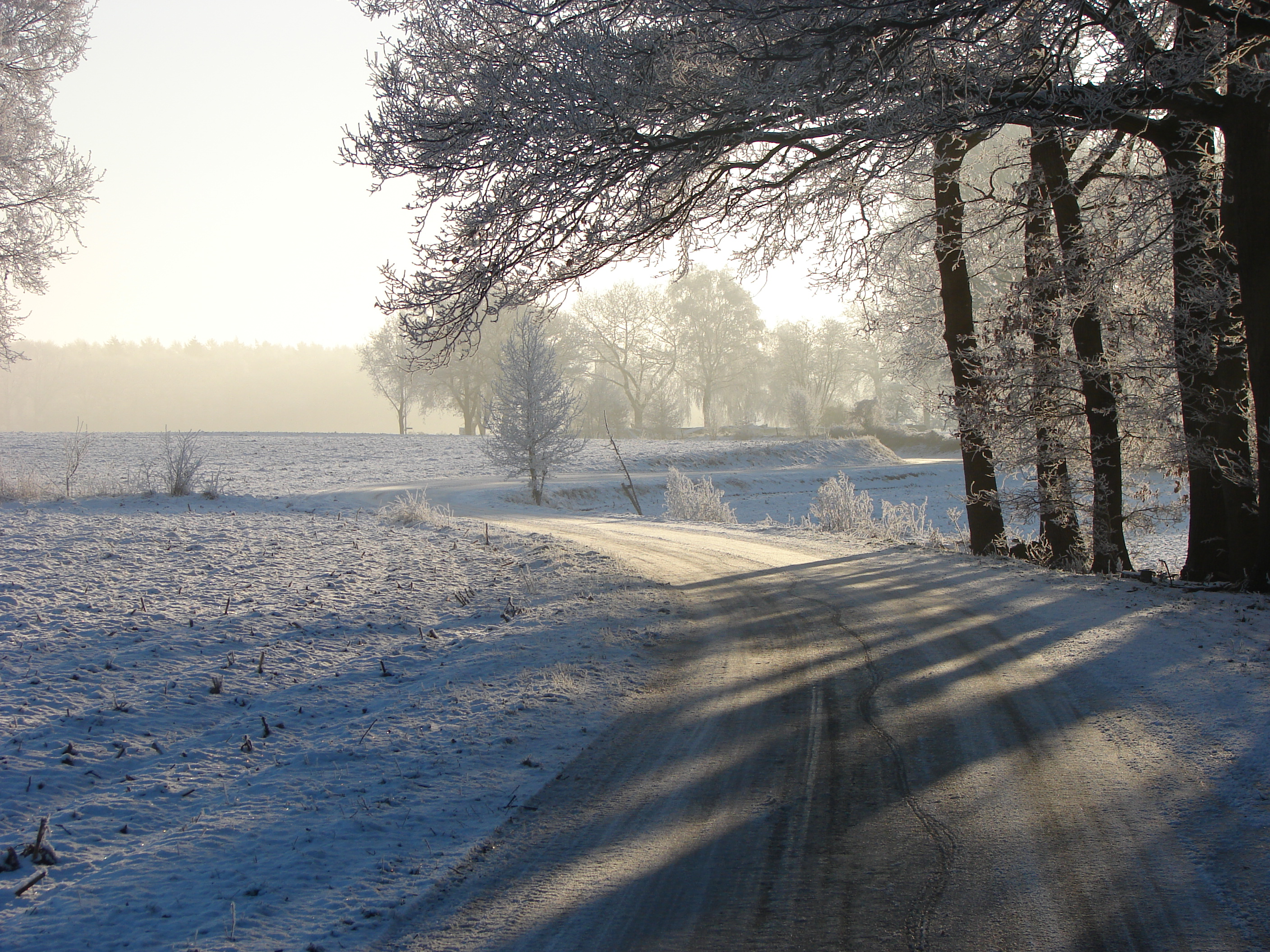
De Heidenhoekweg slingert langs de hoger gelegen akkers

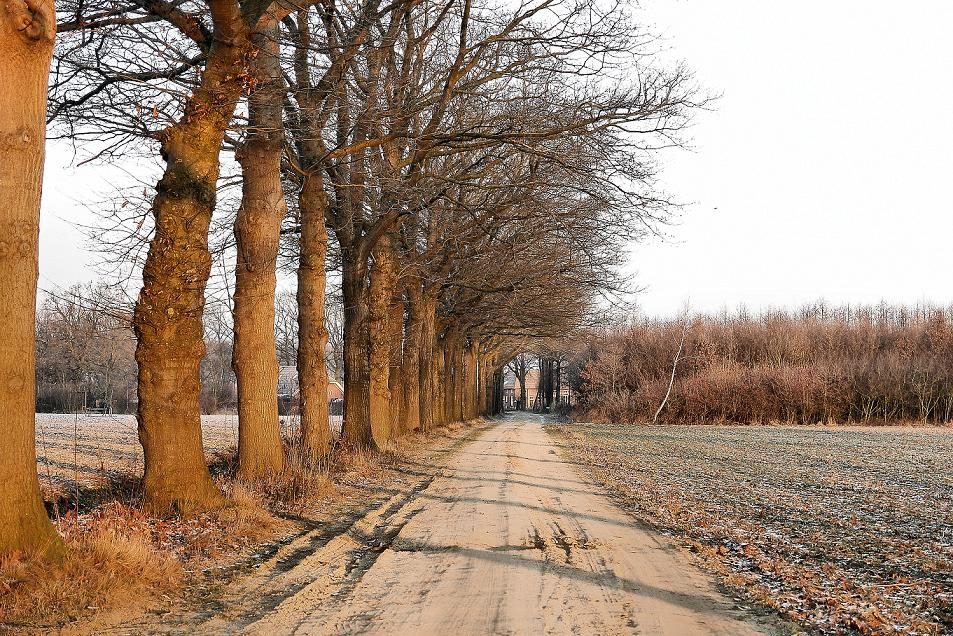
Brunsveldweg in de Heidenhoek

Het landschap in de Heidenhoek bestaat uit dekzandreliëf met dekzandruggen en -kopjes. Het kent een afwisseling van cultuurgronden; weilanden en bolle akkers. Hiertussen liggen bosjes, houtsingels en andere natuurelementen. De buurtschap kent voornamelijk verspreid liggende bebouwing. Langs de Heidenhoekweg bevindt zich een kleine kern bestaande uit een rij arbeidershuisjes, een voormalig mengvoederbedrijf met een karakteristieke hoge silo en een oud zondagsschooltje. Deze verharde weg slingert onderlangs de hoger gelegen akkers op de essen. Het gebied kent nog een uitgestrekt netwerk van zandwegen. Men kan hier vele kilometers over zandwegen wandelen zonder een asfaltweg tegen te komen. De omvang van dit zandwegenpatroon is zeer uniek voor een intensief gebruikt en bewoond agrarisch cultuurlandschap in de Achterhoek. Sinds 2010 loopt de etappe Zelhem - Braamt van het Pieterpad over de Heidenhoekse zandwegen.
In de Heidenhoek bevindt zich nog een oude lijkweg, de Barinkweg. Oorspronkelijk liep deze weg vanuit de buurtschap tot aan de begraafplaats bij de kerk in Zelhem. In de tweede helft van de twintigste eeuw is het gedeelte in het dorp Zelhem verdwenen door dorpsuitbreiding. De Heidenhoek is een van de landschapsmonumenten in deze regio.
Om hier ook in de toekomst goed te kunnen wonen, werken en recreëren is in 2011 het project Trots op de Heidenhoek, de Wassinkbrink en de Winkelshoek gestart om samen met de bewoners te werken aan het behoud en de versterking van het karakteristieke landschap. Bij dit project zijn de Stichting Achterhoek weer mooi, de Provincie Gelderland, de gemeente Bronckhorst, de Stichting Landschapsbeheer Gelderland en de Stichting Staring Advies betrokken.
Hoofdplaats: Hengelo      Stadjes: Bronkhorst · Laag-Keppel

Dorpen: Achter-Drempt · Baak · Drempt · Halle · Hengelo · Hoog-Keppel · Hummelo · Keijenborg · Kranenburg · Olburgen · Steenderen · Toldijk · Velswijk · Vierakker · Voor-Drempt · Vorden · Wichmond · Zelhem

Buurtschappen: Bekveld · Delden · Dunsborg · Eldrik · Gooi · Halle-Heide · Halle-Nijman · Heidenhoek · Heurne (deels) · Linde · De Meene · Medler · Meuhoek · Mossel · Noordink · Oosterwijk · Rha · Varssel · Veldhoek (deels) · Veldwijk · Wassinkbrink · Wientjesvoort · Wildenborch · Winkelshoek · Wittebrink · Wolfersveen

Voormalige gemeenten: Hengelo · Hummelo en Keppel · Steenderen · Vorden · Zelhem

Gelderland · Steden en dorpen in Gelderland      Nederland · Provincies · Gemeenten